# Eremopeza gibbera
Eremopeza gibbera är en insektsart som först beskrevs av Carl Stål 1876.  Eremopeza gibbera ingår i släktet Eremopeza och familjen Pamphagidae.

## Underarter
Arten delas in i följande underarter:
- E. g. gibbera
- E. g. angusta
- E. g. lata
- E. g. reducta